# Hỗ trợ ngắn hạn (phần mềm)
Hỗ trợ ngắn hạn (tiếng Anh: short-term support, viết tắt: STS), là một thuật ngữ phân biệt chính sách hỗ trợ cho phiên bản tiêu chuẩn của phần mềm. Phần mềm STS có vòng đời tương đối ngắn và có thể được cung cấp các tính năng mới bị bỏ qua khỏi phiên bản hỗ trợ dài hạn LTS để tránh có khả năng ảnh hưởng đến tính ổn định hoặc khả năng tương thích của bản phát hành LTS.
Ví dụ như hệ điều hành Linux Mint phiên bản 13 là phiên bản Hỗ trợ dài hạn LTS, thời gian hỗ trợ phiên bản này kéo dài từ 3 đến 5 năm, trong khi phiên bản 16 là phiên bản STS sẽ chỉ có thời gian hỗ trợ 6 tháng.